# BbPress
bbPress — форумный скрипт c открытым исходным кодом, распространяемый под GNU GPL. Написан на PHP, в качестве базы данных использует MySQL.

## Предыстория
Проект был создан Мэттом Малленвегом для поддержки пользователей WordPress. Существующие скрипты форумов были слишком сложными и неповоротливыми, поэтому bbPress был создан по тем же самым принципам, что и WordPress: функциональное и расширяемое ядро с дополнительными возможностями, обеспечиваемыми через плагины.

## Тематические сайты и форумы
- На Викискладе есть медиафайлы по теме BbPress
- Официальный сайт (англ.)
- Форум поддержки (рус.)
- Инструкция по локализации (рус.)